# Cult Awareness Network
Cult Awareness Network (CAN) är en amerikansk organisation som ursprungligen grundades 1978 med syftet att observera och informera om destruktiva sekter, samt att hjälpa anhöriga till människor som involverats i sekter och förmedla kontakt mellan familjer och så kallade avprogrammerare. På 1990-talet drevs CAN i konkurs och köptes senare upp av scientologer som nu driver organisationen.
1995 dömdes CAN, sektexperten Rick Ross och två andra personer för konspiration till brott mot religionsfriheten efter att Jason Scott, en medlem av Life Tabernacle Church, hade kidnappats för att avprogrammeras. Scotts advokater bekostades av Scientologikyrkan som hade gjort ytterligare runt 50 anmälningar mot CAN. CAN fick betala miljonbelopp i skadestånd och drevs i konkurs, varpå organisationen och dess egendomar såldes på auktion till en scientolog (Steven Hayes) för $20.000. 
Efter konkurs övertogs organisationens namn och tillgångar av Scientologikyrkan. Scientologikyrkan är en av de organisationer som CAN varnade för och som genom ett flertal stämningar med höga rättegångskostnader och skadestånd som följd lyckades driva CAN i konkurs. För att skilja på de diametralt motsatta organisationerna med samma namn, före och efter Scientlologikyrkans förvärv, brukar man i USA tala om Old CAN och New CAN. Numera kan man i USA få information om tveksamma organisationer och sekter från till exempel International Cultic Studies Association (ICSA).